# Battle of the Future Buddhas
Battle of the Future Buddhas – grupa muzyczna ze Szwecji tworząca psytrance. W jej skład wchodzą Magnus Bladh, Johan Rosen, i David Tingsgard.

## Dyskografia
- Twin Sharkfins (Boom Records 1998)
- Demonoizer (Boom Records 2002)